# Хёгеволд, Магнус
Магнус Хёгеволд (норв. Magnus Høgevold; род. 3 ноября 1986 года) — норвежский игрок в хоккей с мячом.

## Карьера
Игровую карьеру провёл в родном «Стабеке». Является капитаном команды. Многократный чемпион Норвегии.
С 2009 года играет в сборной Норвегии. Признавался лучшим хоккеистом Норвегии 2014 года.